# Lancia Beta-15/20HP
La Lancia Beta, anche nota come Lancia 15/20 HP o Lancia Tipo 54, è il terzo modello di autovettura prodotto  dalla neonata casa automobilistica Lancia, tra il 1909 e il 1910.

## Contesto

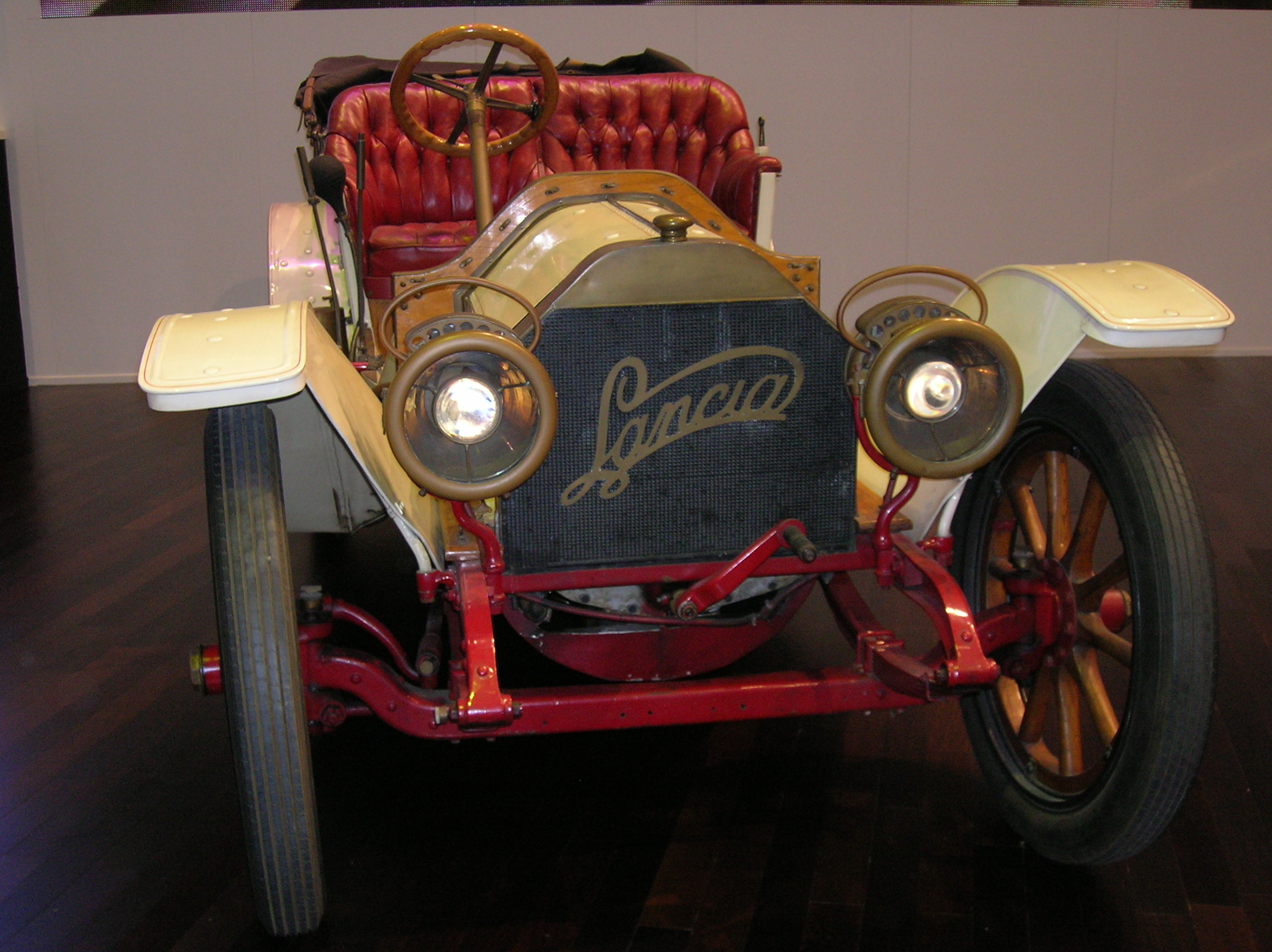
Vista anteriore

Nel 1909 cessava la costruzione dei modelli 12 HP-Alfa e 18/24HP Dialfa e la Casa torinese concentrava la sua attività su un solo modello, il nuovo 15/20HP (Tipo 54, poi Beta) che sostanzialmente altro non era se non una 12 HP aggiornata con un lieve incremento della cilindrata (da 2,5 a 3,1 litri), della potenza (da 28 a 34 HP) e del passo del telaio (da 282 a 293,2 cm).
Tecnicamente notevole l'adozione del motore monoblocco, mentre era anche da rilevare il (voluto) abbassamento del regime di rotazione (limitato a 1500 giri al minuto).
Questa 15/20 HP veniva costruita in 150 esemplari nel corso del solo 1909 e lascerà il posto alla 20HP (tipo 55, poi Gamma) nel 1910.
La Beta venne impiegata anche nelle competizioni e ottenne il terzo posto assoluto alla Targa Florio del 1909 e nello stesso anno in Gran Bretagna percorse un giro sul circuito di Brooklands a 106,22 km/h.

## Caratteristiche tecniche
- Periodo produzione : anno 1909
- Motore: Tipo 54; motore anteriore, longitudinale, a 4 cilindri in linea, monoblocco (in ghisa), alesaggio 95 mm, corsa 110 mm, cilindrata totale 3.118,81 cm³, testa cilindri fissa, basamento in lega d'alluminio, distribuzione a valvole laterali parallele (2 valvole per cilindro) comandate tramite un albero a camme laterale (nel basamento) azionato da ingranaggi; albero motore su tre supporti; rapporto di compressione 5:1, potenza massima 34 CV a 1.500 giri/minuto; alimentazione a caduta (carburatore verticale Lancia a due stadi, preriscaldato dall'acqua del radiatore); accensione a magnete ad alta tensione (Bosch) con valore dell'anticipo regolabile manualmente; lubrificazione forzata, con pompa; capacità del circuito di lubrificazione 10 litri; raffreddamento ad acqua con radiatore a nido d'ape.
- Trasmissione: ad albero con giunti cardanici, trazione sulle ruote posteriori; frizione multidisco a bagno d'olio; cambio (scatola in lega leggera) a 4 rapporti più retromarcia con comando a leva laterale; rapporti del cambio: 3,891:1 in prima, 2,381:1 in seconda, 1,618:1 in terza, presa diretta (1:1) in quarta, 3,268:1 in retromarcia; rapporto finale di riduzione (ingranaggi conici) 3,267:1 (15/49)
- Sospensioni: anteriormente ad assale rigido e balestre longitudinali semiellittiche, posteriormente ad assale rigido con balestre longitudinali a 3/4 di ellisse
- Freni: freno a pedale (meccanico) agente sulla trasmissione e freno a mano (meccanico) agente sulle ruote posteriori
- Ruote e pneumatici: ruote in legno (a razze), pneumatici 810 x 90 oppure 815 x 105 oppure 820 x 120
- Sterzo: posizione guida a destra; sterzo a vite e ruota.
- Telaio: in acciaio, a longheroni e traverse; passo cm 293,2, carreggiata anteriore 133 cm carreggiata posteriore 133 cm; lunghezza e larghezza del telaio 399,6 cm e 161,5 cm rispettivamente; peso del telaio, in ordine di marcia 780 kg.
- Prestazioni: velocità massima 95 km/h (velocità max nelle varie marce: 24 km/h in 1ª, 40 km/h in 2ª, 60 km/h in 3ª, 95 km/h in 4ª)
- Prezzo (listino 1909): telaio nudo 10.500 Lire;
- Numerazione telai: dal n. 150 al n. 299 (150 esemplari in tutto)